# Hydropus scabripes
Hydropus scabripes är en svampart som först beskrevs av William Alphonso Murrill, och fick sitt nu gällande namn av Rolf Singer 1962. Enligt Catalogue of Life ingår Hydropus scabripes i släktet Hydropus,  och familjen Marasmiaceae, men enligt Dyntaxa är tillhörigheten istället släktet Hydropus,  och familjen Porotheleaceae. Arten är reproducerande i Sverige. Inga underarter finns listade i Catalogue of Life.